# Yana Toom

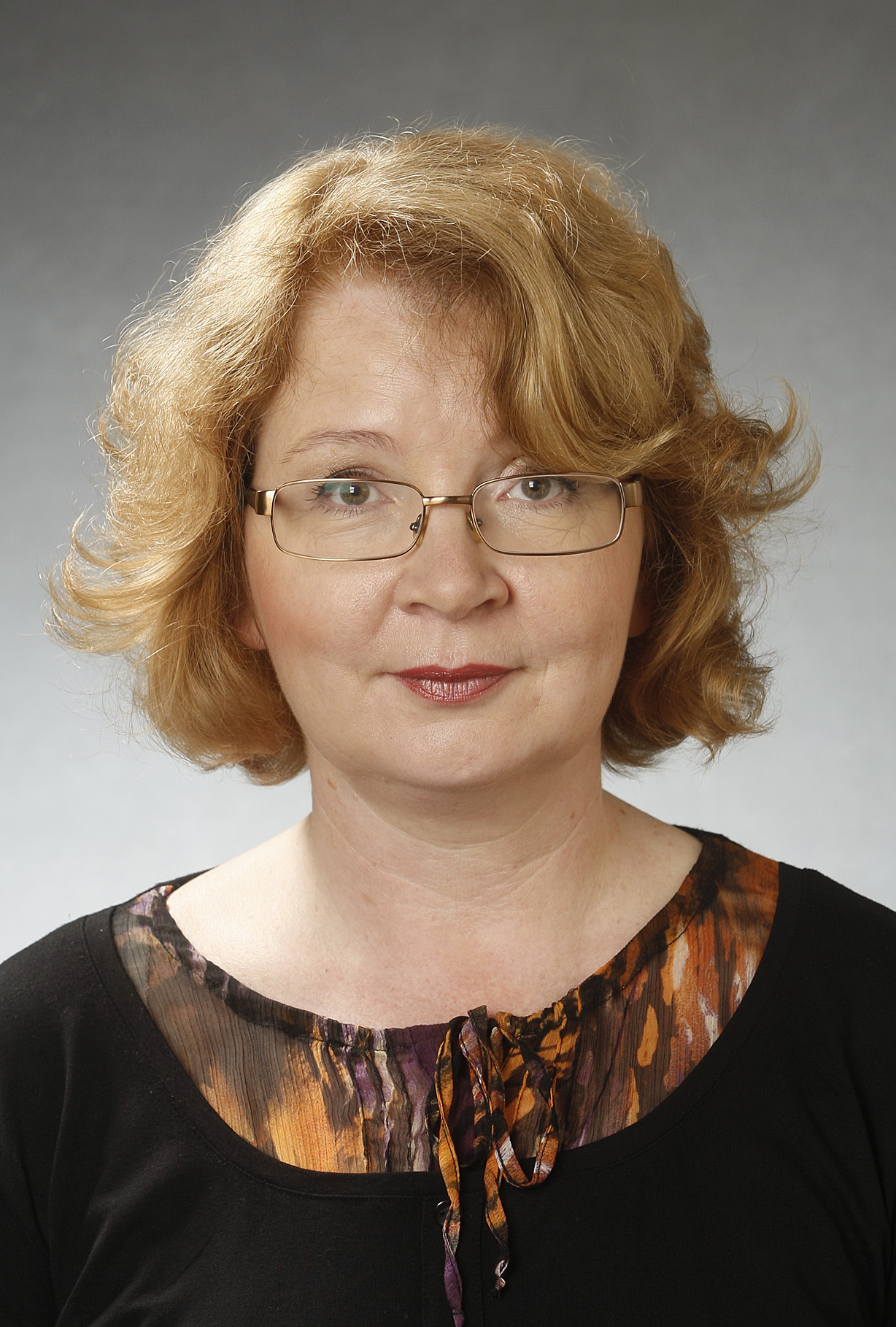
Yana Toom (2011)

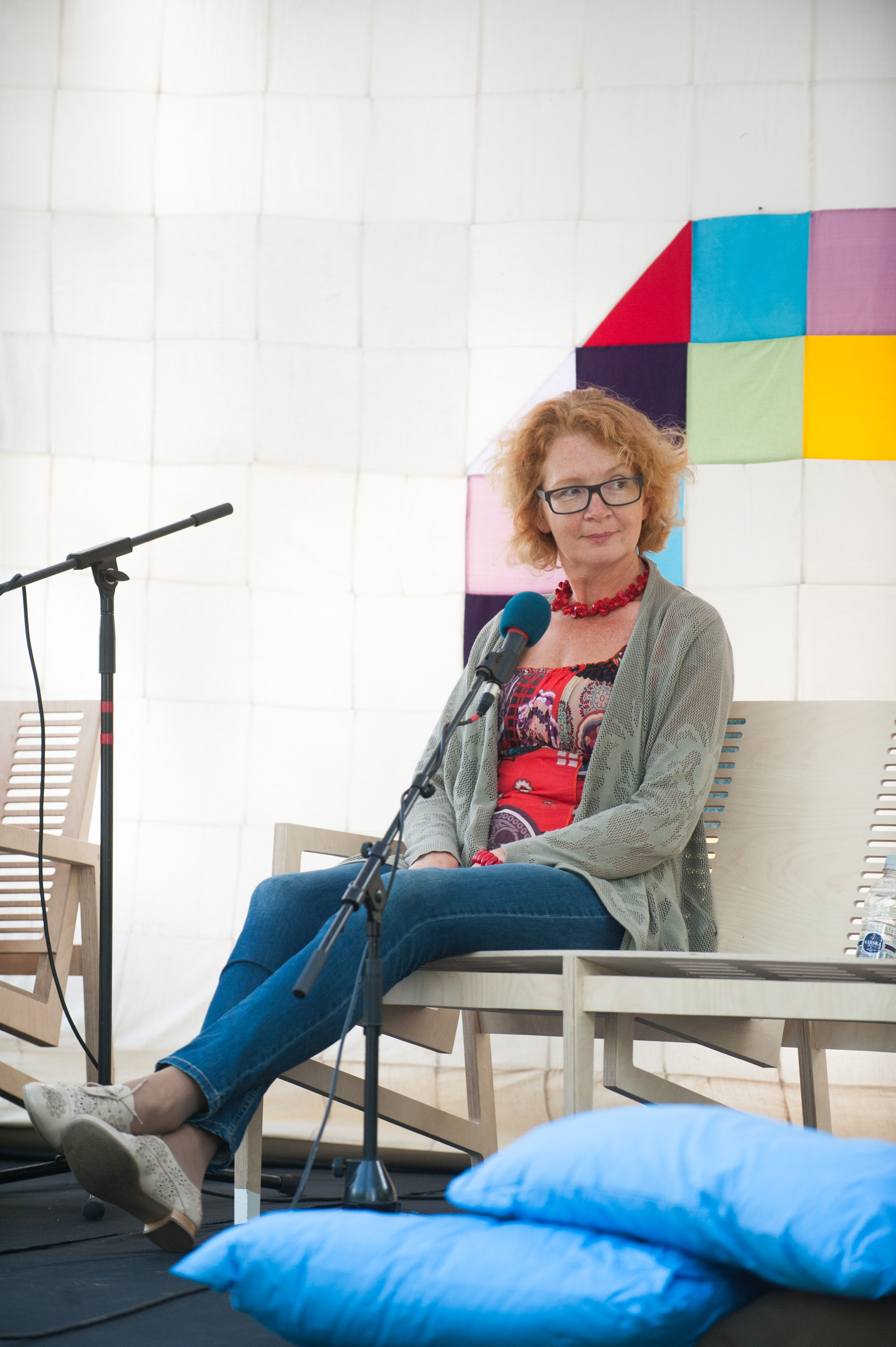
Yana Toom (2014)

Yana Toom (geb. Tšernogorova; * 15. Oktober 1966 in Tallinn) ist eine estnische Journalistin und Politikerin. 2014 wurde sie Mitglied des Europäischen Parlaments. Sie gehört der Estnischen Zentrumspartei (Eesti Keskerakond) an.

## Frühe Jahre
Yana Toom wurde als Tochter der späteren Politikerin Margarita Tšernogorova (* 1933) geboren. Ihre Muttersprache ist Russisch. Sie legte 1983 ihr Abitur in Tallinn ab. Von 1983 bis 1987 studierte sie Russische Sprache und Literatur an der Staatlichen Universität Tartu, schloss ihr Studium aber nicht ab. Nach der Wiedererlangung der estnischen Unabhängigkeit entschied sie sich für die russische Staatsbürgerschaft.

## Journalistin
Toom begann zunächst eine journalistische Karriere bei russischsprachigen Zeitungen in Estland. Von 1994 bis 1997 war sie Korrespondentin von Molodjož Estonii (Молодёжь Эстонии), von 1997 bis 2004 Redakteurin (ab 1999 Chefredakteurin) der Wochenzeitung Den za Dnjom (День за Днём) und von 2004 bis 2006 Chefredakteurin des Wochenblatts Vesti Nedeli (Вести Недели). Von 2008 bis 2010 leitete sie die Presseabteilung der Tallinner Stadtverwaltung und war gleichzeitig Chefredakteurin der russischsprachigen Stadtverwaltungs-Zeitung Stolitsa (Столица).

## Politikerin
Im Dezember 2005 wurde Yana Toom auf Vorschlag ihres Mentors, des Tallinner Oberbürgermeisters Edgar Savisaar, „für besondere Verdienste“ die estnische Staatsangehörigkeit verliehen; sie gab daraufhin ihre russische Staatsangehörigkeit ab. Im 2008 trat sie der Estnischen Zentrumspartei bei. Von Juni 2010 bis Juli 2011 war sie stellvertretende Bürgermeisterin der estnischen Hauptstadt.
Bei der Parlamentswahl 2011 wurde sie als Abgeordnete in den Riigikogu gewählt. Bei der Europawahl 2014 wurde Yana Toom als eine von sechs estnischen Abgeordneten in das Europäische Parlament gewählt.

## Privatleben
Yana Toom ist in dritter Ehe mit dem Unternehmer Aleksei Toom verheiratet. Sie hat vier Söhne und eine Tochter.